# Tarzanetto
Tarzanetto è un personaggio dei fumetti creato nel 1954 da Antonio Terenghi per la casa editrice Dardo e protagonista di storie a fumetti pubblicate continuativamente fino al 1961 e poi su varie testate edite anche per altri editori in modo discontinuo dal 1974 fino al 1980.

## Storia editoriale
Il personaggio nasce come parodia di Tarzan e comprimario in un episodio della serie Din-Du-Là, pubblicata nel mensile a fumetti Chicchirichì. Un giovane ragazzo calvo con sigaro e bombetta, Tarzanetto diviene ben presto protagonista di storie autonome e in breve tempo si rivela il personaggio più popolare della rivista, tanto da apparire sempre più spesso nella copertina della rivista fino a fare ribattezzare in seguito la rivista Chicchirichì Presenta Tarzanetto; nel 1959 la rivista è infine rinominata Tarzanetto fino al 1961, anno di chiusura della testata. Dopo una lunga pausa, nel 1974 Terenghi riprende il personaggio con nuove storie che vengono pubblicate sul Corriere dei Piccoli. In seguito al nuovo interesse per il personaggio suscitato nel pubblico, dal 1975 al 1976 il personaggio torna a essere pubblicato su una testata dedicata edita da Edinational e, dal 1979 fino alla fine definitiva delle pubblicazioni nel 1980, dalle Edizioni Bianconi. Storie di Tarzanetto compaiono pure in Il Giornalino di Lucky delle Edizioni Dardo e in Gran Tarzanetto, una ristampa di vecchie storie edita dalle edizioni Bianconi.